# Osidda
Osidda ist ein Ort in der Provinz Nuoro in der italienischen Region Sardinien.
Osidda liegt 25 km nördlich von Nuoro. Hier wohnen 280 Einwohner (Stand am 31. März 2006).
Die Nachbargemeinden sind: Bitti, Buddusò (OT), Nule (SS) und Pattada (SS).